# Jurusen
Jurusen is een bestuurslaag in het regentschap Aceh Tengah van de provincie Atjeh, Indonesië. Jurusen telt 217 inwoners (volkstelling 2010).